# Спрінгпорт (Нью-Йорк)
Спрінгпорт (англ. Springport) — місто (англ. town) в США, в окрузі Каюга штату Нью-Йорк. Населення — 2227 осіб (2020).

## Демографія
Згідно з переписом 2010 року, у місті мешкало 2367 осіб у 917 домогосподарствах у складі 652 родин. Було 1225 помешкань
Расовий склад населення:
| - 96,5 % — білих - 0,8 % — чорних або афроамериканців - 0,6 % — азіатів - 0,1 % — вихідців з тихоокеанських островів - 0,1 % — корінних американців |

До двох чи більше рас належало 1,1 %. Частка іспаномовних становила 2,5 % від усіх жителів.
За віковим діапазоном населення розподілялося таким чином: 23,1 % — особи молодші 18 років, 60,0 % — особи у віці 18—64 років, 16,9 % — особи у віці 65 років та старші. Медіана віку мешканця становила 43,5 року. На 100 осіб жіночої статі у місті припадало 98,9 чоловіків;  на 100 жінок у віці від 18 років та старших — 96,4 чоловіків також старших 18 років.
Середній дохід на одне домашнє господарство  становив 76 767 доларів США (медіана — 66 458), а середній дохід на одну сім'ю — 89 516 доларів (медіана — 84 667). Медіана доходів становила 60 114 долари для чоловіків та 39 583 долари для жінок. За межею бідності перебувало 10,4 % осіб, у тому числі 17,5 % дітей у віці до 18 років та 9,1 % осіб у віці 65 років та старших.
Цивільне працевлаштоване населення становило 1252 особи. Основні галузі зайнятості: освіта, охорона здоров'я та соціальна допомога — 25,6 %, мистецтво, розваги та відпочинок — 16,7 %, виробництво — 14,2 %.